# 李其凡
李其凡（1936年—），男，湖南平江人，中华人民共和国政治人物，曾任湖北省高级人民法院院长、党组书记，湖北省人大常委会副主任，第六、七、八届全国人大代表。